# Chris Herren
Chris Albert Herren (Fall River, 27 settembre 1975) è un ex cestista statunitense, professionista nella NBA, in Italia, Turchia ed in Cina.

## Carriera
Herren ha iniziato la sua carriera collegiale a Boston, lasciando appena dopo un anno per trasferirsi ai Fresno State Bulldogs dell'allenatore Jerry Tarkanian. Dopo il college, venne selezionato dai Denver Nuggets nel secondo giro (33º assoluto) del Draft NBA 1999 e, la stagione seguente (2000-01), venne ceduto ai Boston Celtics.

## Vita privata
Il successo nel basket di Herren, preceduto da una carriera universitaria caotica e spesso afflitta da infortuni e abusi di alcol e di farmaci per la riabilitazione, venne prematuramente interrotta a causa dei suoi problemi di droga quando fu trovato privo di sensi e con una siringa appesa al suo braccio sul sedile di guida della sua auto.
Nel dicembre 2004, Herren venne di nuovo accusato di possesso di eroina e di guida sotto l'influenza di sostanze stupefacenti e arrestato nel parcheggio di un Dunkin' Donuts a Portsmouth, Rhode Island. Dopo aver completato diversi programmi di riabilitazione intensiva, nel 2008 decise di cambiare vita, dopo un altro incidente automobilistico.
Nel giugno 2009, ha lanciato la Herren Hoop Dreams, una scuola basket per ragazzi e, nel 2011 la fondazione Progetto Herren per aiutare i giovani tossicodipendenti attraverso il processo di recupero. A seguito della popolarità della sua storia è anche diventato un popolare oratore motivazionale.
Herren ha scritto un libro con il giornalista Bill Reynolds, dal titolo Basket Junkie: A Memoir ed è anche il soggetto del documentario Unguarded prodotto da ESPN. Entrambi raccontano la sua ascesa, caduta e redenzione dentro (e fuori) il mondo dello sport.

## Palmarès
- McDonald's All-American Game (1994)